# Itztlacoliuhqui-Ixquimilli
Itztlacoliuhqui-Ixquimilli nella mitologia azteca è il dio della pietra, della giustizia e della stella nascente (Venere).
Di solito nell'iconografia è rappresentato con una faccia di pietra, spesso con gli occhi bendati o con una freccia attraverso la testa.
Inizialmente egli era Tlahuizcalpantecuhtli (signore degli inferi), poi, dopo uno scontro con il dio del sole Tonatiuh durante la creazione del Quinto Mondo, fu punito dallo stesso e trasformato in Itztlacoliuhqui, signore della pietra.